# Amelia Rajecki
Amelia Rajecki (* 3. Juni 2002 in Brighton) ist eine britische Tennisspielerin.

## Karriere
Rajecki spielt hauptsächlich auf Turnieren der ITF Women’s World Tennis Tour, bei denen sie bislang einen Titel im Einzel und sieben im Doppel gewinnen konnte.
2022 gewann sie im November ihre ersten beiden ITF-Titel sowie im Dezember die British Tour Masters mit einem 6:3 und 6:0 Finalsieg über Emma Wilson.
2023 erhielt sie im Juni eine Wildcard für die Qualifikation zum Hauptfeld im Dameneinzel der Rothesay Open Nottingham, ihrem ersten Turnier auf der WTA Tour. Mit einem 6:72, 6:4 und 6:2 über Asia Muhammad zog sie in die zweite Runde der Qualifikation ein, wo sie dann aber gegen Heather Watson mit 3:6 und 2:6 verlor.
Im Jahr 2024 erhielt sie eine Wildcard für die Qualifikation des Rasenturniers in Birmingham. Diesmal war sie erfolgreich und durch Siege gegen die Chinesin Zhang und die US-Amerikanerin Katie Volynets zog sie in das Hauptfeld ein.

### College Tennis
Seit 2020 spielt sie für das Damentennisteam der Wolpacks der North Carolina State University.

## Turniersiege

### Einzel
| Nr. | Datum             | Turnier       | Kategorie | Belag     | Finalgegnerin | Ergebnis |
| --- | ----------------- | ------------- | --------- | --------- | ------------- | -------- |
| 1.  | 27. November 2022 | Santo Domingo | ITF W15   | Hartplatz | Victoria Hu   | 6:3, 6:1 |

### Doppel
| Nr. | Datum             | Turnier       | Kategorie | Belag             | Partnerin        | Finalgegnerinnen                  | Ergebnis          |
| --- | ----------------- | ------------- | --------- | ----------------- | ---------------- | --------------------------------- | ----------------- |
| 1.  | 26. November 2022 | Santo Domingo | ITF W15   | Hartplatz         | Nell Miller      | Brittany Collens Louise Kwong     | 7:5, 6:1          |
| 2.  | 28. Oktober 2023  | Tyler         | ITF W80   | Hartplatz         | Abigail Rencheli | Anna Rogers Alana Smith           | 7:5, 4:6, [16:14] |
| 3.  | 20. Juli 2024     | Nottingham    | ITF W50   | Hartplatz         | Naiktha Bains    | Katie Swan Mingge Xu              | 1:6, 6:4, [10:8]  |
| 4.  | 19. Oktober 2024  | Shrewsbury    | ITF W100  | Hartplatz         | Mingge Xu        | Hannah Klugman Ranah Akua Stoiber | 6:4, 6:1          |
| 5.  | 25. Januar 2025   | Sunderland    | ITF W35   | Hartplatz (Halle) | Anna Rogers      | Park So-hyun Wong Hong-yi         | 2:6, 6:3, [10:8]  |
| 6.  | 19. Juli 2025     | Nottingham    | ITF W50   | Hartplatz         | Victoria Allen   | Naiktha Bains Holly Hutchinson    | 6:4, 4:6, [10:6]  |
| 7.  | 2. August 2025    | Roehampton    | ITF W35   | Hartplatz         | Alicia Dudeney   | Rinko Matsuda Eri Shimizu         | 6:1, 6:4          |